# Marc Hansen (1971)
Pour les articles homonymes, voir Marc Hansen.
Ne doit pas être confondu avec Marc Hansen (1968).
Marc Hansen, né le 10 avril 1971 à Luxembourg-Ville (Luxembourg), est un homme politique luxembourgeois, membre du Parti démocratique (DP),.

## Biographie

### Études et formations
Marc Hansen fait ses études secondaires au Lycée de garçons de Luxembourg et à l’Athénée de Luxembourg de 1983 à 1991. 

### Carrière professionnelle
Marc Hansen commence sa carrière professionnelle auprès de DNR (Den Neie Radio). 
Il travaille auprès de RTL Radio Lëtzebuerg et RTL Télé Lëtzebuerg de 1995 à 2009.
De 2009 à 2011, il est attaché parlementaire. 
De 2011 à 2014, Marc Hansen est directeur et administrateur délégué des Éditions Lëtzebuerger Journal. 
Il est également cofondateur de plusieurs start-up innovatrices dans le secteur des technologies de l’information.

### Carrière politique

#### Fonctions gouvernementales
Marc Hansen est nommé secrétaire d’État à l’Éducation nationale, à l’Enfance et à la Jeunesse, secrétaire d’État à l’Enseignement supérieur et à la Recherche en date du 28 mars 2014 dans le gouvernement de coalition entre le Parti démocratique (DP), le Parti ouvrier socialiste luxembourgeois (LSAP) et Les Verts (« déi gréng »). Il remplace André Bauler après sa démission du gouvernement pour des raisons de santé. Le 27 mars 2015, Marc Hansen est également nommé secrétaire d’État au Logement. À la suite de la démission du gouvernement de Maggy Nagel, Marc Hansen est nommé ministre du Logement, ministre délégué à l'Enseignement supérieur et à la Recherche en date du 18 décembre 2015.

#### Autres fonctions politiques
Membre du DP depuis 2008, Marc Hansen est échevin de la commune d’Useldange de 2005 à 2014. 
De 2011 à 2014, il est membre du syndicat intercommunal De Réidener Kanton. 
Au niveau national, Marc Hansen est élu pour la première fois à la Chambre des députés sur la liste du DP dans la circonscription Nord en 2013. Au Parlement, il est président de la commission des Finances et du Budget ainsi que vice-président de la commission du Travail, de l’Emploi et de la Sécurité sociale de 2013 à 2014, date de sa nomination au gouvernement. 